# Kostel svatého Jakuba (Žitava)
Špitální kostel svatého Jakuba v Žitavě (německy Hospitalkirche St. Jakob) je metodistický gotický kostel ze 14. století. Nachází se na křižovatce ulic Freidensstrasse a Christian-Keimann-Strasse v saské Žitavě, zemském okrese Zhořelec v Německu.

## Historie

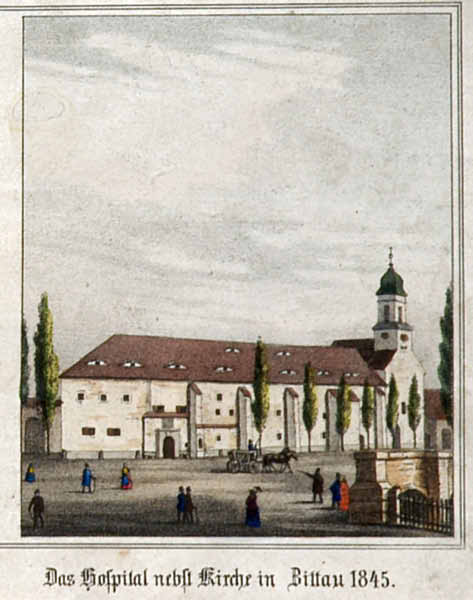
Někdejší špitál, podoba z roku 1845

Gotický halový kostel zasvěcený svatému Jakubovi Většímu byl postaven ve 14. století a jeho založení tak spadá do období panování Karla IV., přilehlý špitál ovšem vznikl již v roce 1303.
Za husitských válek byla původní stavba vypleněna a roku 1464 obnovena. Za třicetileté války byla poničena nemocnice i kostel. Renovace proběhla v roce 1721. Během ostřelování města roku 1757 kostel opět utrpěl značné škody. Následná rekonstrukce a stavba věže byla dokončena až v roce 1778.
Zachovala se kazatelna z roku 1680, empory jsou z roku 1617.